# Haplorchis pumilio
Haplorchis pumilio ist ein Zwergdarmegel, ein digener Saugwurm aus der Gattung Haplorchis und einer der Auslöser der Haplorchiasis. Die Erstbeschreibung basierte auf adulten Exemplaren aus dem Dünndarm von Vögeln und Säugetieren in Ägypten unter dem Synonym Monostomum pumilio.

## Morphologie
H. pumilio ist Typspezies der Gattung. Zur Unterscheidung von anderen Vertretern der Gattung werden Größe, Form und Zahl und Anordnung der Stacheln am Bauchsaugnapf herangezogen. H. pumilio weist einen Ring aus 32 bis 40 I- or Λ-förmigen Skleriten auf, die 2,5 bis 5,9 μm lang sind. Dieser Ring wird rückenseitig zwischen den seitlich-rückenseitigen Lappen des Bauchsaugnapfs unterbrochen. Zudem treten bis zu 9 kleine Häkchen mit variabler Länge am seitlich-rückenseitigen und inneren rückenseitigen Lappen auf.

## Lebenszyklus

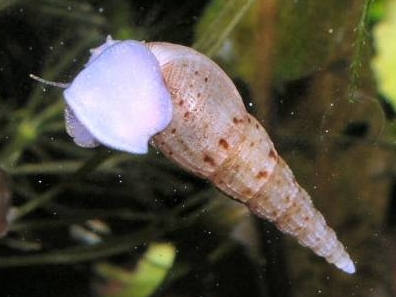
Die Nadel-Kronenschnecke dient als erster Zwischenwirt und breitet sich weltweit immer weiter aus.

Der Endwirt scheidet die Eier mit dem Kot aus. Sie sind 24–28 × 12–15 µm groß. Der erste Zwischenwirt ist die Nadel-Kronenschnecke (Melanoides tuberculata). Hier entwickeln sich die Zerkarien. Haplorchis pumilio ist durch eine „Soldatenkaste“ (engl. soldier caste) gekennzeichnet, das sind Individuen, deren Mundhöhle fünfmal größer als bei Adulten oder unreifen Stadien ist. Sie besitzen keine Reproduktionsorgane, sondern töten Zerkarien anderer Saugwürmer ab, die diese Schnecken ebenfalls befallen. Sie können später eine Metamorphose zu reproduktiven Stadien vollziehen. Zweiter Zwischenwirt sind zahlreiche Süßwasser- und Brackwasserfische, darunter viele Speisefische wie Karpfenfische, Welse, Steinbeißer und Tilapia-Arten. Im Zwischenwirt entwickeln sich die in Zysten abgekapselten, ansteckenden Metazerkarien. Natürliche Endwirte sind fischfressende Vögel und Säugetiere einschließlich Hunden, Katzen und Menschen. Experimentell lassen sich auch Mäuse, Ratten, Hamster, Meerschweinchen und Kaninchen infizieren.

## Verbreitung
Hohe Befallsraten kommen in Vietnam vor, wo vor allem in Restaurants servierte, unzureichend erhitzte Silberkarpfenfilets Hauptansteckungsquelle sind. In Thailand und Laos ist vor allem frisch fermentierter Fisch die Ursache einer Haplorchiasis. Auch in Kambodscha, Südchina, Taiwan, Korea, den Philippinen, im Nahen Osten, Indien, Sri Lanka, Bangladesh und Malaysia kommt Haplorchis pumilio vor, Infektionen des Menschen sind hier aber aufgrund anderer Verzehrsgewohnheiten sehr selten. Haplorchis pumilio ist, wie ihr Zwischenwirt Nadel-Kronenschnecke, eine weltweit invasive Art. Die Schnecken wurden vermutlich mit dem Aquarienhandel weltweit verbreitet. Dank seiner Soldatenkaste verdrängt H. pumilio andere Saugwürmer. Haplorchis pumilio wird mittlerweile auch in Kalifornien und anderen US-Südstaaten, in Südamerika und im Victoriasee beobachtet.